# 이장용
이장용(李藏用, 1201년 ∼ 1272년 2월 28일(음력 1월 28일))은 고려 후기의 문신으로, 처음 이은 이인기(李仁祺), 자는 현보(顯甫), 호는 낙헌(樂軒), 본관은 인천이다. 이자연(李子淵)의 6대손이다.

## 생애
아버지는 이경이고, 할아버지는 이응구이며, 증조부는 정정공 이식이다. 고조부는 이자효인데, 이자인, 이자의는 그의 종고조부가 되며, 이자겸은 고조부 이자효와 4촌간이다. 문하시중 경원군공 장화공 이자연의 6대손이 된다. 이공수, 이지저, 이인로 등은 그의 종6대조 이자상의 후손들이다.
1220년(고종 7) 문과에 급제해 서경사록(西京司錄)으로 나갔다가 내직으로 들어와 교서랑(校書郎)·직사관(直史館)이 되었다.
그 뒤 여러 관직을 거쳐 국자감대사성(國子大司成)·승선(承宣)에 임명되었고, 1253년(고종 40) 국자시(國子試)를 주관하여 김중위(金仲偉)·김명(金命) 등 98명을 선발했다.
1256년(고종 43) 추밀원부사(樞密院副使), 1258년(고종 45) 정당문학(政堂文學), 1260년(원종 1) 참지정사(參知政事)로 차례로 승진했고, 같은 해 수태위(守太尉)·감수국사(監修國史)·판호부사(判戶部事)가 더해졌다.
1262년(원종 3) 중서시랑평장사(中書侍郎平章事), 이듬해 수태부(守太傅)·판병부사(判兵部事)·태자태부(太子太傅)로 승진했다.
1264년(원종 5) 몽골에서 원종(元宗)의 입조(入朝)를 요구했을 때 재상들이 모두 하나같이 머뭇대며 결정을 내리지 못했는데, 이장용만이 홀로 이를 받아들일 것을 굳게 주장해 관철시켰고, 본인도 원종을 따라 몽골에 갔다.
이 때 영녕공(永寧公) 왕준(王綧)과 사승상(史丞相)을 입 다물게 하여, 몽골 땅에서 해동현인(海東賢人)으로 칭송받았다.
귀국한 후 원종을 잘 수행한 공으로 문하시랑동평장사(門下侍郞同平章事)로 승진하고, 경원군개국백(慶源郡開國伯)에 봉해졌으며, 태자태사(太子太師)가 더해졌다.
1267년(원종 8) 몽골이 병부시랑(兵部侍郞) 흑적(黑的) 등을 고려에 보내 일본(日本)을 입조하게 만들라는 지시를 전달했는데, 이 때 은밀히 흑적을 설득해 이를 중단시키도록 했고, 같은 해 동수국사(同修國史) 류경(柳璥), 수찬관(修撰官) 김구(金坵)·허공(許珙)과 함께 신종(神宗)·희종(熙宗)·강종(康宗)의 3대 실록 편찬을 시작했다.
이듬해 문하시중(門下侍中)으로 승진했고, 같은 해 개경 환도를 주장했다가 김준(金俊)과 그 일당의 반대에 부딪히자, 여름에는 개경, 겨울에는 강화도로 번갈아 가며 머무르자는 타협책을 내놓아 반대 의견을 무마시켰다.
같은 해 임연(林衍)이 김준을 죽이고 그의 자리를 이어받았는데, 이듬해 임연이 원종을 폐위시킬 때 이장용은 대세를 거스르지 못하고 이에 순응했고, 원종이 복위한 후인 1271년(원종 12) 참지정사 최영(崔瑛)과 함께 파면되었다.
이듬해 72세로 졸하자 유언을 따라 화장되었으며, 1275년(충렬왕 원년) 문진(文眞)이란 시호를 추증받았다.

## 저술
『선가종파도 禪家宗派圖』를 저술하고 『화엄추동기 華嚴錐洞記』를 윤색(潤色)했다고 하나, 오늘날에는 모두 전하지 않는다.

## 평가
『고려사』는 이장용에 대해 그의 열전에서 이렇게 평했다.
| “ | 풍의(風儀)가 아름다웠고 성품이 총명했으며, 경사(經史)를 많이 읽어 음양(陰陽)·의약(醫藥)·율력(律曆)에 통하지 않는 바가 없었다. 문장을 지으면 청경(淸警)하고 우섬(優贍)했다. | ” |

## 가족 관계
- 증조 - 이식(李軾, 1090년 ~ 1151년)[5] : 참지정사(參知政事)·판호부사(判戶部事), 정정공(貞靖公)
  - 조부 - 이응구(李應球)[6] : 판합문사(判閤門事)
    - 아버지 - 이경(李儆, ? ~ 1221년) : 추밀원사(樞密院使)
    - 어머니 - 미상
      - 부인 - 문하시중(門下侍中), 선숙공(宣肅公) 최종준(崔宗峻, ? ~ 1246년)의 딸[6]
        - 첫째 사위 - 최의(崔竩, ? ~ 1258년)[7] : 우부승선(右副承宣), 최씨(崔氏) 무신 정권의 마지막 집권자였으나 류경(柳璥)과 김준(金俊) 등에게 살해됨
        - 둘째 사위 - 박휘(朴暉/朴輝) : 전법판서(典法判書)·응선부우첨사(膺善府右詹事), 박전지(朴全之, 1250년 ~ 1325년)의 아버지

## 이장용이 등장한 작품
- 《무신》(MBC, 2012년~2012년, 배우:이석준)